# Chapman (Nebraska)
Chapman é uma vila localizada no estado americano de Nebraska, no Condado de Merrick.

## Demografia
Segundo o censo americano de 2000, a sua população era de 341 habitantes.
Em 2006, foi estimada uma população de 325, um decréscimo de 16 (-4.7%).

## Geografia
De acordo com o United States Census Bureau, a localidade tem uma área de 1,2 km², sem área coberta por água.

## Localidades na vizinhança
O diagrama seguinte representa as localidades num raio de 24 km ao redor de Chapman.